# 2 Kozacka Dywizja Kawalerii

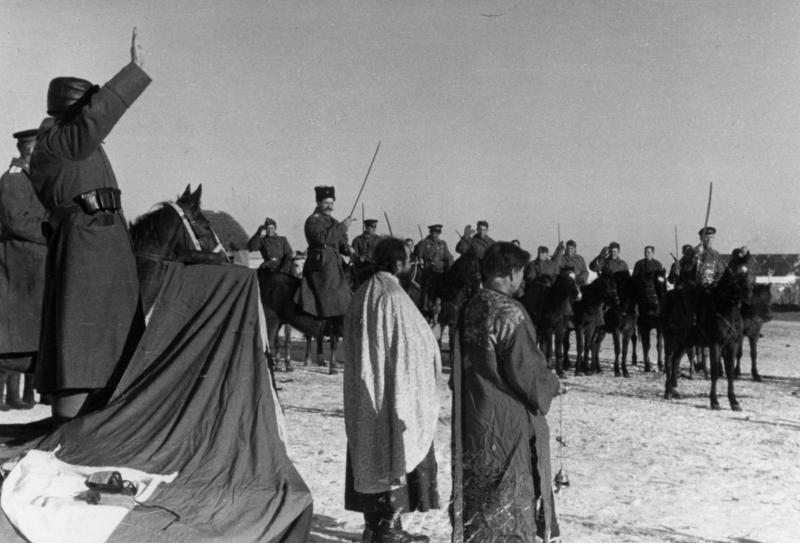

2 Kozacka Dywizja Kawalerii (niem. 2. Kosaken-Kavallerie-Division, ros. 2-я Казачья кавалерийская дивизия) – kolaboracyjny związek taktyczny kawalerii złożony z Kozaków i Niemców pod koniec II wojny światowej

## Historia
Dywizja została sformowana pod koniec listopada 1944 r. na bazie II Kaukaskiej Brygady Kawalerii ze składu 1 Kozackiej Dywizji Kawalerii. Na jej czele stanął Niemiec płk Hans-Joachim von Schultz. Składała się z trzech pułków kawalerii i pułku artylerii oraz służb i oddziałów wsparcia.
Dywizja działała w rejonie miejscowości Tuzla-Gradec-Vinkovci-Osijek, zwalczając wraz z wojskami niemieckimi i chorwackimi komunistyczną partyzantkę Josipa Broz Tity. Pod koniec lutego 1945 r. weszła w skład nowo utworzonego XV Kozackiego Korpusu Kawalerii SS pod dowództwem gen. Helmutha von Pannwitza. Na pocz. marca 1945 r. część oddziałów dywizji dowodzona przez mjr Macha wzięła udział w walkach z wojskami sowieckimi i bułgarskimi na południe od Balatonu, powstrzymując ich natarcie. W trakcie walk przeprowadzono ostatnią szarżę konną.
W pierwszych dniach maja dywizja wraz z pozostałymi jednostkami korpusu przeszła na terytorium austriackiej Karyntii i skapitulowała pod Sankt Veit an der Glan przed Brytyjczykami. Wbrew zapewnieniom Kozacy pod koniec maja i w ciągu czerwca zostali wydani Sowietom w ramach operacji „Keelhaul”.

## Skład organizacyjny
- dowódca – płk Hans-Joachim von Schultz
  - sztabowa kompania ochronna
  - oddział żandarmerii polowej
  - pluton propagandowy
- 3 Pułk Kawalerii Kozaków kubańskich – d-ca ppłk R. Lehmann
- 5 Pułk Kawalerii Kozaków dońskich – d-ca mjr Graf zu Elftz
- 6 Pułk Kawalerii Kozaków terskich – d-ca ppłk Prinz zu Salm-Horstmar
- 2 Kozacki Pułk Artylerii – d-ca mjr Graf Kottulinsky
- batalion saperów
- oddziały wsparcia i służby